# Astragalus politovii
Astragalus politovii är en ärtväxtart som beskrevs av Porphyriy Nikitich Krylov. Astragalus politovii ingår i släktet vedlar, och familjen ärtväxter. Inga underarter finns listade i Catalogue of Life.